# James Singleton
James Alexander Singleton (Chicago, 20 luglio 1981) è un ex cestista e allenatore di pallacanestro statunitense, professionista nella NBA, in Italia, in Spagna e in Cina.

## Carriera

### College
Durante la sua carriera universitaria, Singleton frequentò il Pearl River Junior College e la Murray State University, in Kentucky. Nei suoi due anni alla Murray State, ebbe una media di 13,5 punti, 10,5 rimbalzi e 1,9 stoppate in 60 partite. Fu selezionato per la seconda squadra della All-Ohio Valley Conference nel 2002 e per la prima squadra nel 2003. Fu inoltre in testa alla classifica di conference dei rimbalzi nel 2003.

### In Italia
Singleton ha cominciato la sua carriera professionistica in Italia, con la Sicc Cucine Jesi, in Legadue, nella stagione 2003-04, con una media di 20,8 punti e 12 rimbalzi a partita, vincendo il premio come miglior giocatore della Lega. La stagione seguente gioca con l'Olimpia Milano in Serie A, marcando una media di 11,5 punti, 8,6 rimbalzi e 2 palle rubate a partita, aiutando la squadra a raggiungere la finale scudetto. Nel 2005 è stato nominato MVP dell'All-Star Game italiano.

### All'estero
Il 30 agosto 2005 ha firmato un contratto di due anni con i Los Angeles Clippers, team della NBA.
Nel 2007 torna in Europa, in Spagna presso i baschi del Saski Baskonia.
La sua esperienza parte nel modo peggiore: un infortunio al legamento crociato lo tiene fuori dai campi da gioco per quasi tutta la stagione.
Nel 2008 torna nella NBA, ai Dallas Mavericks. Dopo due anni ai Mavericks passa ai Washington Wizards. Alla scadenza del contratto con i Wizards, rifiuta il rinnovo che gli viene proposto per trasferirsi in Cina, nella squadra degli Xinjiang Flying Tigers. L'anno successivo passa ai Guangdong Southern Tigers, con i quali raggiunge le finali del campionato cinese, poi perse contro i Beijing Ducks dell'altro ex-NBA Stephon Marbury. Concluse le finali, torna ai Washington Wizards. Alla scadenza contrattuale, inverte il percorso e torna nuovamente in Cina nella sua prima squadra, gli Xinjiang Flying Tigers.

## Statistiche

### College
| Anno      | Squadra           | PG | PT | MP   | TC%  | 3P%  | TL%  | RP   | AP  | PRP | SP  | PP   |
| --------- | ----------------- | -- | -- | ---- | ---- | ---- | ---- | ---- | --- | --- | --- | ---- |
| 2001-2002 | Murray St. Racers | 31 | 25 | 30,0 | 59,7 | 37,5 | 78,7 | 10,1 | 1,2 | 1,1 | 2,0 | 12,2 |
| 2002-2003 | Murray St. Racers | 29 | 28 | 32,9 | 54,1 | 44,1 | 80,0 | 11,0 | 1,9 | 1,2 | 1,8 | 14,9 |
| Carriera  | Carriera          | 60 | 53 | 31,4 | 56,7 | 42,9 | 79,4 | 10,5 | 1,5 | 1,1 | 1,9 | 13,5 |

### NBA

#### Regular Season
| Anno      | Squadra          | PG  | PT | MP   | TC%  | 3P%  | TL%  | RP  | AP  | PRP | SP  | PP  |
| --------- | ---------------- | --- | -- | ---- | ---- | ---- | ---- | --- | --- | --- | --- | --- |
| 2005-2006 | L.A. Clippers    | 59  | 10 | 12,8 | 51,0 | 50,0 | 78,0 | 3,3 | 0,5 | 0,3 | 0,4 | 3,4 |
| 2006-2007 | L.A. Clippers    | 53  | 0  | 7,1  | 36,6 | 21,4 | 75,9 | 2,0 | 0,3 | 0,3 | 0,3 | 1,6 |
| 2008-2009 | Dallas Mavericks | 62  | 6  | 14,3 | 52,9 | 32,5 | 85,9 | 4,0 | 0,3 | 0,4 | 0,5 | 5,1 |
| 2009-2010 | Dallas Mavericks | 25  | 0  | 8,4  | 37,5 | 22,7 | 100  | 2,2 | 0,4 | 0,4 | 0,3 | 2,4 |
| 2009-2010 | Wash. Wizards    | 32  | 3  | 23,9 | 38,4 | 13,3 | 83,9 | 6,9 | 0,7 | 0,5 | 1,1 | 6,1 |
| 2011-2012 | Wash. Wizards    | 12  | 0  | 21,8 | 54,7 | 22,2 | 93,3 | 6,8 | 1,3 | 0,8 | 0,7 | 8,2 |
| Carriera  | Carriera         | 243 | 19 | 13,4 | 46,2 | 29,2 | 83,3 | 3,7 | 0,4 | 0,4 | 0,5 | 3,9 |

#### Playoffs
| Anno     | Squadra          | PG | PT | MP  | TC%  | 3P%  | TL% | RP  | AP  | PRP | SP  | PP  |
| -------- | ---------------- | -- | -- | --- | ---- | ---- | --- | --- | --- | --- | --- | --- |
| 2006     | L.A. Clippers    | 7  | 0  | 1,7 | 33,3 | 0,0  | -   | 0,4 | 0,3 | 0,0 | 0,0 | 0,3 |
| 2009     | Dallas Mavericks | 9  | 0  | 4,7 | 50,0 | 40,0 | 0,0 | 0,7 | 0,0 | 0,0 | 0,1 | 1,3 |
| Carriera | Carriera         | 16 | 0  | 3,4 | 46,2 | 28,6 | 0,0 | 0,6 | 0,1 | 0,0 | 0,1 | 0,9 |

## Palmarès
- Supercoppa spagnola: 1

Saski Baskonia: 2007